# فرناندو كاردينال
فرناندو كاردينال (بالإسبانية: Fernando Cardenal )‏ (و. 1934 – 2016 م) هو كاهن كاثوليكي، وسياسي من نيكاراغوا، كان عضوًا في الجبهة الساندينية للتحرير الوطني، توفي في ماناغوا، عن عمر يناهز 82 عاماً، بسبب قصور القلب.

## مناصب
تولى منصب وزير التربية (14 يوليو 1984–1989).
| المناصب السياسية | المناصب السياسية                  | المناصب السياسية |
| ---------------- | --------------------------------- | ---------------- |
| سبقه             | وزير التربية 14 يوليو 1984 - 1989 | تبعه             |